# 릭 바탈리아

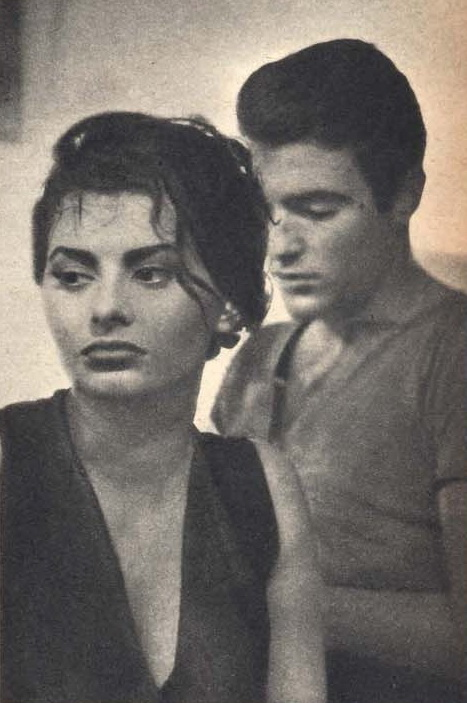

릭 바탈리아(Rik Battaglia, 1927년 2월 18일 ~ 2015년 3월 27일)는 이탈리아의 배우이다.

## 영화
- 애욕의 그림자 (1991년)
- 탐정 학교의 낙제생들 (1985년)
- 일 프레페토 디 페로 (1977년)
- 배틀 포스 (1977년)
- 여의사 에미의 사생활 (1976년)
- 열 개의 인디언 인형 (1974년)
- 보물섬 (1972년)
- 석양의 갱들 (1971년)
- 소돔과 고모라 (1962년)
- 에스더와 왕 (1960년)
- 한니발 (1959년)